# Porphyrinia permixta
Porphyrinia permixta är en fjärilsart som beskrevs av Otto Staudinger 1897. Porphyrinia permixta ingår i släktet Porphyrinia och familjen nattflyn. Inga underarter finns listade i Catalogue of Life.